# Hongqi E-HS9
Hongqi E-HS9 (кит.: 红旗E-HS9) — полноразмерный люксовый электромобиль-кроссовер китайского бренда Hongqi концерна FAW.

## Описание
Автомобиль Hongqi E-HS9 впервые был представлен в 2019 году на Международном автомобильном салоне. Концепт-кар автомобиля называется Hongqi E115. Затем в 2020 году автомобиль был передан на Пекинский международный автосалон.
- Hongqi E115
- Вид сзади

Вместимость пятидверного внедорожника Hongqi E-HS9 составляет 7 мест. Цена варьируется от 80 000 до 110 000 долларов.
- Hongqi E-HS9
- Вид сзади

В Россию модель официально не поставлялась. По состоянию на 2022 год, на российском рынке числилось 4 экземпляра Hongqi E-HS9. В мае 2023 года модель поступила в продажу наряду с Hongqi H5, Hongqi H9, Hongqi HS5. Цена составляет от 8 млн рублей. Конкурентом является Aurus Komendant.
Модель предлагается в комплектациях Comfort, Premium и Exclusive.